# Swan Dive
『Swan Dive』（スワン・ダイヴ）は、日本のシンガーソングライターである土屋昌巳の8枚目のオリジナル・アルバム。
2013年11月6日にMazzy Bunny Recordsからリリースされた。前作『森の人 Forest People』（1998年）よりおよそ15年振りとなる作品であり、作詞および作曲は土屋が手掛けているが、一部楽曲の作詞はDER ZIBET所属のISSAYが手掛けている。レコーディングにはISSAYを始めとして様々なミュージシャンが参加している。

## リリース、制作
本作は2013年11月6日に土屋の個人レーベルであるMazzy Bunny RecordsからCDにDVDが付属された形態でリリースされた。付属DVDには本作収録曲である「Swan Dive part-2」のイメージ映像が収録されている。
レコーディングは日本国内のボルタスタジオおよびスタジオサムホエアにて行われた。本作のプロデューサーは土屋自身が担当している。土屋はロックバンドである一風堂における活動や、イギリスのロックバンドであるジャパンのコンサートツアーへの参加、BLANKEY JET CITYや黒猫チェルシーのプロデュースなどの活動を行っていた。
本作のレコーディングにはDER ZIBET所属のISSAYのほか、ホッピー神山や元THE MAD CAPSULE MARKETS所属のMOTOKATSU、RIZE所属のKenKenなど様々なミュージシャンが参加している。人選に関して土屋は「今の僕にとって理想のミュージシャンたち」と述べている。本作のリリースに際して、土屋は自身のFacebookにて「これまでの自分と、これからの自分を見据えて、今どうしても残しておきたい音を記録しました」「最新作が最高傑作であれ！という僕の思いが、このアルバムから伝われば幸いです」とのコメントを発表している。

## 収録曲
- CDブックレットに記載されたクレジットを参照[1]。また、5曲目はインストゥルメンタルとなっている。

| #         | タイトル                               | 作詞      | 作曲      | 編曲      | ボーカル  | 時間  |
| --------- | -------------------------------------- | --------- | --------- | --------- | --------- | ----- |
| 1.        | 「Swan Dive Part-1」                   | 土屋昌巳  | 土屋昌巳  | 土屋昌巳  | 土屋昌巳  | 3:27  |
| 2.        | 「Last Shadow」                        | Issay     | 土屋昌巳  | 土屋昌巳  | Issay     | 5:02  |
| 3.        | 「ワラキアの月 ～Moon of Wallachia～」 | Issay     | 土屋昌巳  | 土屋昌巳  | Issay     | 4:27  |
| 4.        | 「幻想の君 ～Illusion of you～」       | Issay     | 土屋昌巳  | 土屋昌巳  | Issay     | 4:57  |
| 5.        | 「Spider & Pirates」                   |           | 土屋昌巳  | 土屋昌巳  |           | 5:14  |
| 6.        | 「Swan Dive Part-2」                   | 土屋昌巳  | 土屋昌巳  | 土屋昌巳  | 土屋昌巳  | 5:40  |
| 合計時間: | 合計時間:                              | 合計時間: | 合計時間: | 合計時間: | 合計時間: | 28:47 |

## スタッフ・クレジット
- CDブックレットに記載されたクレジットを参照[4]。

### 参加ミュージシャン
- 土屋昌巳 – ギター、ボーカル（1, 6曲目）、追加シンセサイザー
- ISSAY – ボーカル（2 - 4曲目）
- ホッピー神山 – キーボード、シンセサイザー、サウンド・エフェクト
- MOTOKATSU – ドラムス
- KenKen – ベース
- 渡辺等 – ウッドベース（1, 6曲目）
- 小埜涼子 – アルト・サックス（1, 6曲目）

### 録音スタッフ
- 土屋昌巳 – プロデューサー
- 山口州治 – レコーディング・エンジニア、ミキシング・エンジニア
- 山本尚弘 – アシスタント・エンジニア
- 太田学 – アシスタント・エンジニア
- 瀧口“Tucky”博達（パラサイト・マスタリング） – マスタリング・エンジニア

### DVD制作スタッフ
- 片桐雅史 – 映像
- おおさわやすひこ – 写真撮影
- Tocco – 写真撮影
- 土屋昌巳 – プロデューサー
- 柳幸佐和子（バーニー・グランドマン・マスタリング） – DVDオーサリング

### 美術スタッフ
- 齋藤倫世 (michiyo saito design) – アートワーク・デザイン
- 大川直人 – カバー写真
- きくちみほこ – 衣装
- 双木昭夫（クララシステム） – ヘアー&メイク・アップ

### その他スタッフ
- 安藤啓介（クール・コーポレーション） – レコーディング・コーディネーション、アーティスト・マネージメント
- BounDEE by SSNW – ディストリビュート
- たかさきりみこ – ディストリビューション・ディレクター
- 福岡知彦 – スーパーバイザー

## リリース日一覧
| No. | リリース日    | レーベル            | 規格   | カタログ番号 | 最高順位 | 備考 | 出典        |
| --- | ------------- | ------------------- | ------ | ------------ | -------- | ---- | ----------- |
| 1   | 2013年11月6日 | Mazzy Bunny Records | CD+DVD | DDCZ-1910    | -        |      | [ 5 ] [ 6 ] |